# Дејвид Аркет
Дејвид Џејмс Аркет (енгл. David James Arquette; Винчестер, Вирџинија, САД, 8. септембар 1971) је амерички глумац, редитељ и продуцент и сценариста. Потиче из глумачке породице Аркет. Познат је по улози Дјуија Рајлија (енгл. Dewey Riley) у филмском серијалу Врисак (енгл. Scream). Године 2000. учествовао је у два рвачка такмичења и освојио је једну титулу.

## Биографија
Дејвид је пето дете глумца Луиса Аркета (енгл. Lewis) и његове жене Марди Аркет (енгл. Mardi; девојачко Новак, на енгл. Nowak), учитељице глуме. Брат је глумаца Розане, Алексис (енгл. Alexis), Ричмонда (енгл. Richmond) и Патрише Аркет (енгл. Patricia), а, по оцу, унук комичара Клифа Аркета. Иако му је мајка пољска Јеврејка, а отац хришћанин, који је касније прешао у ислам, рођен је у будистичкој комуни. Потомак је америчког истраживача Мериведера Луиса (енгл. Meriwether Lewis), по којем има и велшког порекла.

### Каријера
Прву телевизијску и своју прву улогу уопште, Дејвид је тумачио 1989. у адаптацији филма „The Outsiders“ из 1983. Његова прва филмска улога је била улога Бенија Џекса (енгл. Benny Jacks) у филму „Бафи, убица вампира“ из 1992, на основу којег је касније настала популарна истоимена ТВ серија. Своју најпознатију улогу је одиграо у филмском серијалу „Врисак“, где је у сва три филма (1996, 1997. и 2000) тумачио улогу Двајта „Дјуија“ Рајлија. Један је од пет чланова екипе који су глумили у сва три филма серијала. Године 1999. глумио је у романтичној комедији „Never Been Kissed“, у којем му је партнерка била Дру Баримор. На снимању филма о џиновским пауцима који нападају људе, новозеландског режисера Елорија Елкајема (енгл. Ellory Elkayem), Аркет је паукове назвао „осмоногим наказама“ (енгл. Eight Legged Freaks), што се Елкајему допало, па је филм тако назван, уместо првобитног „Arac Attack“. За улогу у овом филму из 2002. добио је 5 милиона америчких долара.
Године 2004. Аркет и његова супруга Кортни Кокс су у Лос Анђелесу основали продуцентску кућу „Кокет продакшонс“ (енгл. Coquette Productions). Продуцирао је три епизоде ТВ серије „Брука“ у којој Коксова тумачи главну улогу, једну епизоду ТВ серије „Daisy Does America“, као и неколико филмова, укључујући „The Tripper“, за који је написао и сценарио.

### Приватни живот
Године 1995. Аркет се забављао са глумицом Елен Баркин.
Своју будућу супругу, Аркет је упознао на забави коју је поводом почетка снимања филма „Врисак“ организовао режисер Вес Крејвен (енгл. Wes Craven). Симпатије које су његов и лик Кортни Кокс из филма гајили једно према другом, убрзо су се пренеле и у стварни живот, па се пар венчао 12. јуна 1999. у катедрали Грејс (енгл. Grace Cathedral) у Сан Франциску, на церемонији којој је присуствовало око 200 гостију. Прво дете, пар је добио 13. јуна 2004. у Лос Анђелесу, а девојчица је добила име Коко Рајли Аркет (енгл. Coco Riley Arquette). Џенифер Анистон је била кума детету.

## Филмографија
| Улоге Дејвида Аркета |                                         |               |                    |          |
| Година               | Српски назив                            | Изворни назив | Улога              | Напомена |
| 1990.                |                                         |               | Кит Метјуз         |          |
| 1990.                |                                         |               | Тод Хокс           |          |
| 1992.                |                                         |               |                    |          |
| 1992.                |                                         |               | Џош Даган          |          |
| 1992.                | Бафи, убица вампира                     |               | Бени Џекс          |          |
| 1992.                |                                         |               | Роб                |          |
| 1992.                |                                         |               | Дејвид Слакмир     |          |
| 1992.                | Беверли Хилс                            |               | Денис Стоун        |          |
| 1993.                |                                         |               | Џони Вебер         |          |
| 1993.                |                                         |               |                    |          |
| 1993.                |                                         |               | Мерфи              |          |
| 1994.                |                                         |               |                    |          |
| 1994.                |                                         |               | Боби               |          |
| 1994.                |                                         |               | Дуд                |          |
| 1994.                |                                         |               | Дуд Дилејни        |          |
| 1994.                | Залуђеници                              |               | Картер             |          |
| 1995.                |                                         |               | Дејвид             |          |
| 1995.                |                                         |               | Хантер             |          |
| 1995.                |                                         |               | Џек Макол          |          |
| 1996.                |                                         |               | Боби Конвеј        |          |
| 1996.                |                                         |               | форензичар Скипи   |          |
| 1996.                |                                         |               | Огастус Макреј     |          |
| 1996.                |                                         |               | Баз Хед            |          |
| 1996.                | Пријатељи                               |               | Малколм            |          |
| 1996.                |                                         |               | Џон                |          |
| 1996.                | Врисак                                  |               | Двајт „Дјуи“ Рајли |          |
| 1997.                |                                         |               | Тери               |          |
| 1997.                |                                         |               | Томи Хадлер        |          |
| 1997.                | Врисак 2                                |               | Двајт „Дјуи“ Рајли |          |
| 1998.                |                                         |               | Лук Делсон         |          |
| 1998.                |                                         |               | Нед Џеби           |          |
| 1999.                |                                         |               | редов Кливз        |          |
| 1999.                |                                         |               | Роб Гелер          |          |
| 1999.                | Мапети из свемира                       |               | др Такер           |          |
| 1999.                |                                         |               | бармен             |          |
| 1999.                |                                         |               | господин Смит      |          |
| 2000.                | Врисак 3                                |               | Двајт „Дјуи“ Рајли |          |
| 2000.                |                                         |               | Горди Богс         |          |
| 2000.                |                                         |               | господин Џими      |          |
| 2001.                | Операција Грејсленд                     |               | Гас                |          |
| 2001.                |                                         |               | Гордон             |          |
| 2001.                |                                         |               | Хенри Попополис    |          |
| 2001.                |                                         |               | Хофман             |          |
| 2001.                |                                         |               | Еди Вачауски       |          |
| 2002.                | Пауци нападају                          |               | Крис Макормик      |          |
| 2001 — 2002.         |                                         |               | Џони Квифер        |          |
| 2002.                |                                         |               | Данијел            |          |
| 2003.                |                                         |               | Горди Богс         |          |
| 2003.                |                                         |               | Џош Адамс          |          |
| 2003.                |                                         |               | Бари Кинан         |          |
| 2003.                |                                         |               | Лич                |          |
| 2004.                |                                         |               | Пол                |          |
| 2004.                |                                         |               | Џорџ Стауб         |          |
| 2005.                |                                         |               | Питер              |          |
| 2005.                |                                         |               | Еш                 |          |
| 2005.                | Авантуре Ајкула-дечака и Лава-девојчице |               | Максов тата        |          |
| 2006.                |                                         |               | Харви              |          |
| 2006.                |                                         |               | Мајк Букман        |          |
| 2006.                |                                         |               | Маф                |          |
| 2007.                |                                         |               | Џејсон Вентрес     |          |
| 2008.                |                                         |               | Гари               |          |
| 2008.                |                                         |               | Максов тата        |          |
| 2008.                |                                         |               | Свит Џони          |          |
| 2008.                |                                         |               | Ранди Ман          |          |
| 2011.                | Врисак 4                                |               | Двајт „Дјуи“ Рајли |          |
| 2015.                | Коштани томахавк                        |               | Первис             |          |
| 2022.                | Врисак                                  |               | Двајт „Дјуи“ Рајли |          |
| 2026.                | Врисак 7                                |               | Двајт „Дјуи“ Рајли |          |

## Награде
| Година | Назив награде                                                            | Категорија                                          | Улога                         |
| ------ | ------------------------------------------------------------------------ | --------------------------------------------------- | ----------------------------- |
| 1998.  | Награда председника на Међународном филмском фестивалу у Форт Лодердејлу | Звезда на хоризонту                                 |                               |
| 1998.  | Награда Блокбастер ентертејнмент                                         | Омиљени глумац у хорору                             | Дјуи Рајли у филму „Врисак 2“ |
| 2000.  | Награда Блокбастер ентертејнмент                                         | Омиљени споредни глумац у комедији или романси      | Роб Гелер у филму „“          |
| 2000.  | Награда Избор тинејџера                                                  | Најбољу хемија на филму                             | Дјуи Рајли у филму „Врисак 3“ |
| 2001.  | Награда Блокбастер ентертејнмент                                         | Омиљени споредни глумац у хорору (интернет гласање) | Дјуи Рајли у филму „Врисак 3“ |